# Gorc Porębski
Gorc Porębski – polana znajdująca się na wschód od szczytu Gorca Troszackiego. Jest przedłużeniem polany Gorc Troszacki, leży na wysokości 1170–1230 m n.p.m. Dawniej nazywano ją także Gorcem Lubomierskim lub Gorcem Ogielowskim. Rozciąga się z niej bardzo szeroka panorama widokowa, obejmująca niemal cały horyzont. W południowym kierunku widoczne są Tatry, Magura Spiska, Pasmo Lubania i Pasmo Gorca, w północnym kierunku Beskid Wyspowy, po wschodniej stronie Beskid Sądecki i Gorc Kamienicki, po zachodniej dobrze stąd prezentujący się Kudłoń i Turbacz. Polana przestała być użytkowana pastersko w latach 80. XX wieku. W wyniku tego jej zachodnia i środkowa część zarosła już borówczyskami i maliniskami.
Polana znajduje się w granicach wsi Lubomierz w województwie małopolskim, w powiecie limanowskim, w gminie Mszana Dolna. Poniżej jej dolnego końca znajduje się wąska i wydłużona polana Szyja.

## Szlaki turystyki pieszej
z Przełęczy Przysłop przez polanę Pod Jaworzynką, Podskały, Gorc Troszacki, Kudłoń, Przełęcz Borek i Czoło Turbacza na Turbacz. Czas przejścia z Gorca Troszackiego: do Przełęczy Przysłop 1:30 godz., na Turbacz 2:45 godz., na Kudłoń 15 min.
 łącznikowy szlak od skrzyżowania z niebieskim szlakiem w dolinie Kamienicy przez polanę Stawieniec i Gorc Troszacki na Kudłoń.
Ze szlaków na polanę jest około 50 metrów w kierunku wschodnim.

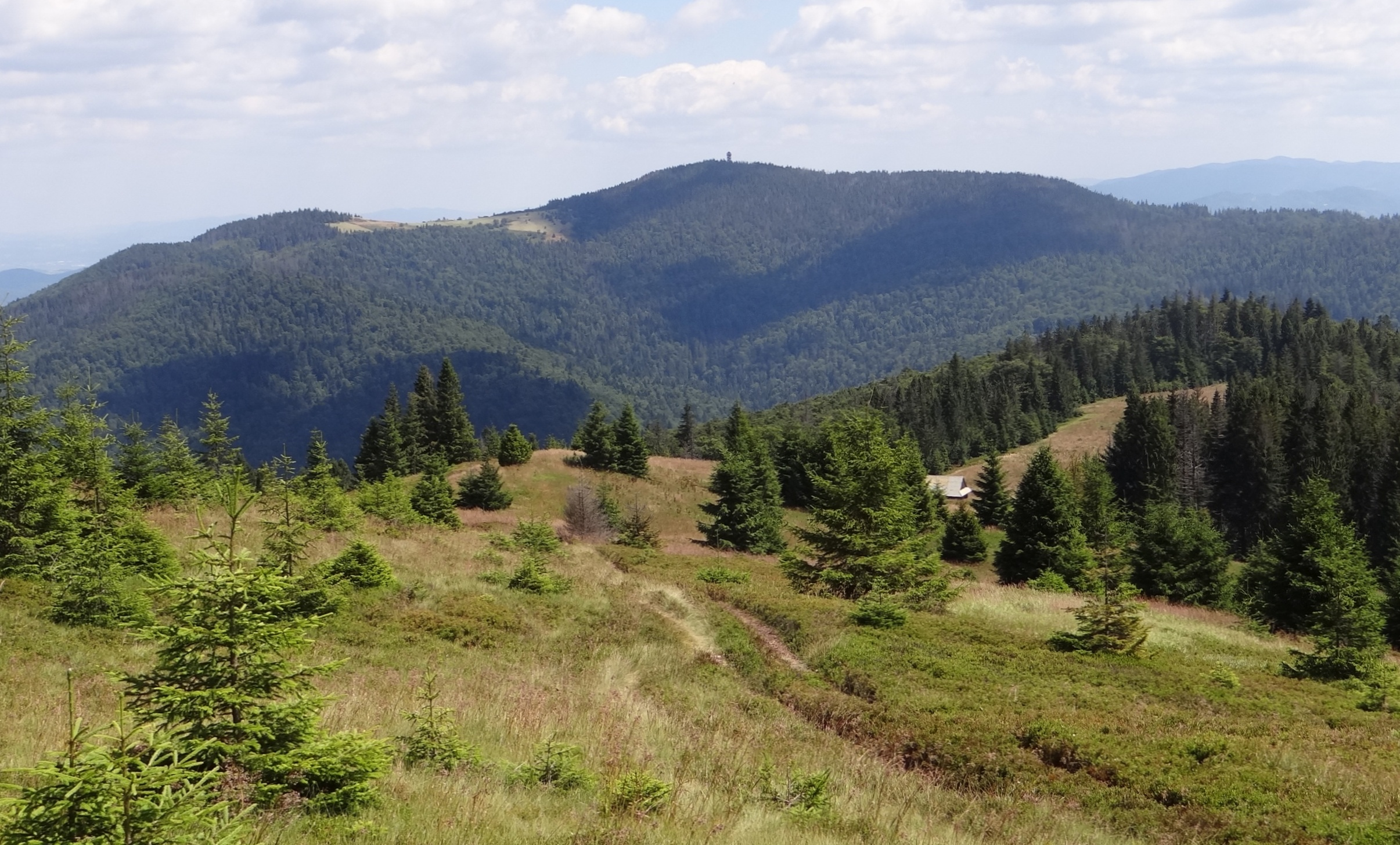
Gorc Porębski, Szyja i Gorc